# 신민경
신민경은 대한민국의 가수, 모델이다. 2021년 싱글 앨범 [얼마쯤에 내꿈이 포기가 될까]로 데뷔했다.

## 방송
- 내일은 국민가수 (2021) - Top111

## 음반
- 얼마쯤에 내꿈이 포기가 될까 (2021)

## 작사
- 땅이의동요 <오늘 하루도 수고했어> (2021)